# DeForest Kelley

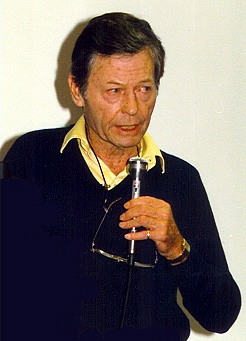
DeForest Kelley, 1988

DeForest Kelley (* 20. Januar 1920 in Toccoa, Georgia als Jackson DeForest Kelley; † 11. Juni 1999 in Woodland Hills, Kalifornien) war ein US-amerikanischer Schauspieler. Seine bekannteste Rolle war die des Dr. Leonard „Pille“ McCoy im Star-Trek-Universum.

## Leben
Kelley wurde als Sohn des irischstämmigen Pfarrers Ernest David Kelley und der Hausfrau Clara Kelley (geb. Casey) geboren. Seine Eltern benannten ihn nach dem Erfinder Lee DeForest. Sein ursprünglicher Berufswunsch war tatsächlich Arzt, jedoch konnte sich die Familie das teure Studium nicht leisten. Mit 16 Jahren beendete er die High School und beschloss, Sänger zu werden. Er zog nach Long Beach und verdiente zunächst sein Geld mit Aushilfsjobs. In einem Restaurant sprach ihn Rohn Hawke vom örtlichen Theater an, und Kelley wurde Mitglied der Long Beach Theater Group. Hier wurde dann ein Talentsucher auf ihn aufmerksam, und Kelley wurde zu einigen Castings eingeladen, erhielt aber keine Rollen. Er trat weiter mit der Theatergruppe auf und lernte hierbei 1942 seine spätere Frau Carolyn Dowling kennen. Kelley wurde von den United States Army Air Forces in New Mexico eingezogen und spielte in Culver City in einem Navy-Übungsfilm mit. Kelley und Dowling heirateten am 7. September 1945.

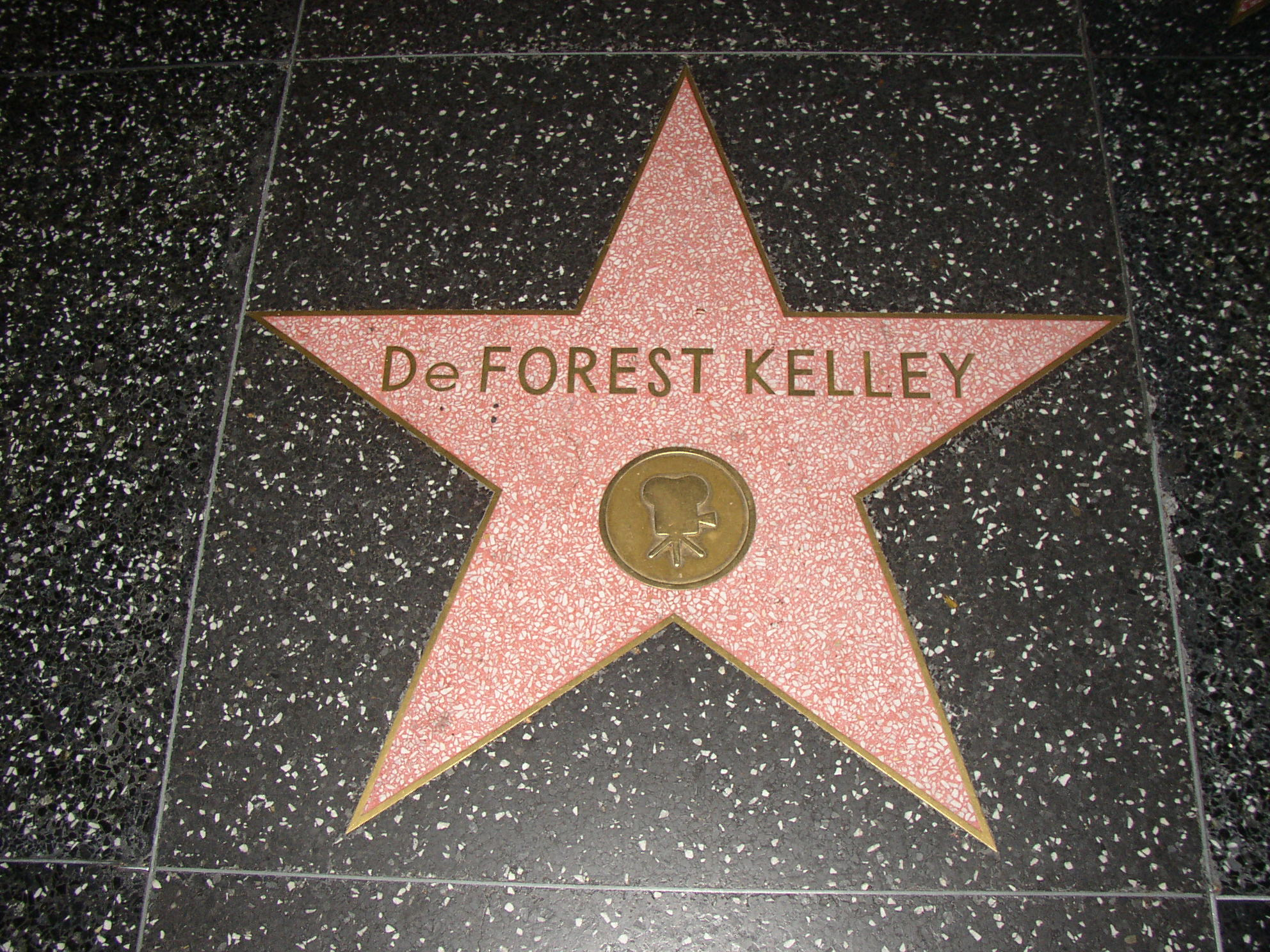
Kelleys Stern auf dem Walk of Fame

Durch seine Mitwirkung in dem Navy-Film wurde wiederum ein Talentsucher auf ihn aufmerksam. Er wurde in ein Young-Talent-Programm aufgenommen und erhielt einen Vertrag bei Paramount Pictures. Kelley hatte nun erste kleine Erfolge, doch nach Auslaufen des Vertrages geriet seine Karriere erneut ins Stocken. Er zog mit seiner Frau nach New York und arbeitete am Theater und in Live-Sendungen. Nach drei Jahren in New York zogen sie wieder zurück nach Hollywood, wo Kelley neue Angebote erhielt und in vielen Western und Serien mitwirkte. Zu seiner bekanntesten Rolle aber wurde die des Dr. Leonard McCoy (im Original mit dem Spitznamen Bones, in der deutschen Übersetzung Pille) in Star Trek. Diesen verkörperte er in der Originalserie und den ersten sechs Kinofilmen, aber auch in der ersten Folge von Star Trek: The Next Generation hatte er einen Gastauftritt. Ursprünglich sollte Kelley die Rolle des Mr. Spock spielen, hat dies aber abgelehnt. Später sagte er dazu: „Ich wäre nicht mal in die Nähe von Leonard Nimoy gekommen. Er ist wunderbar.“
Nach Star Trek nahm Kelley eine Auszeit. Er drehte einige Filme und hatte Gastauftritte in Serien, hatte sich zu diesem Zeitpunkt aber eigentlich schon von der Schauspielerei zurückgezogen. Am 18. Dezember 1991 erhielt er einen Stern auf dem Hollywood Walk of Fame und noch kurz vor seinem Tod den Golden Cowboy, der seine frühere Arbeit in den Western würdigte. 
Anfang des Jahres 1998 wurde bei Kelley Magenkrebs festgestellt. Rund 18 Monate später, am 11. Juni 1999, starb er im Alter von 79 Jahren an den Folgen der Krankheit. Sein Leichnam wurde eingeäschert und die Asche über dem Pazifik verstreut. Seine Frau Carolyn starb am 12. Oktober 2004.

## Filmografie (Auswahl)
- 1947: Angst in der Nacht (Fear in the Night)
- 1947: Mädchen für Hollywood (Variety Girl)
- 1948: Rebellion im grauen Haus (Canon City)
- 1949: Duke of Chicago
- 1949: Malaya
- 1950: Die Männer (The Men)
- 1953: Taxi
- 1955: Unvollendete Liebe (The View from Pompey’s Head)
- 1955: Tokio Story (House of Bamboo)
- 1955: Schakale der Unterwelt (Illegal)
- 1956: Blut an meinen Händen (Tension at Table Rock)
- 1956: Der Mann im grauen Flanell (The Man in the Gray Flannel Suit)
- 1957: Zwei rechnen ab (Gunfight at the O.K. Corral)
- 1957: Das Land des Regenbaums (Raintree County)
- 1958: Der Schatz des Gehenkten (The Law and Jake Wade)
- 1959: 26 Men (Fernsehserie, eine Folge)
- 1959: State Trooper (eine Folge)
- 1959: Warlock
- 1961: Perry Mason (Fernsehserie, Folge 5x15)
- 1961–1966: Bonanza (Fernsehserie, vier Folgen)
- 1963: Im Sattel ritt der Tod (Gunfight at Comanche Creek)
- 1964: Wohin die Liebe führt (Where Love Has Gone)
- 1965: Revolver diskutieren nicht (Town Tamer)
- 1965: Schwarze Sporen (Black Spurs)
- 1965: Dreimal nach Mexiko (Marriage on the Rocks)
- 1965: Die Apachen (Apache Uprising)
- 1966: Sheriff Johnny Reno (Johnny Reno)
- 1966–1969: Raumschiff Enterprise (Star Trek, Fernsehserie, 76 Folgen)
- 1972:	Rabbits (Night of the Lepus)
- 1979: Star Trek: Der Film (Star Trek: The Motion Picture)
- 1982: Star Trek II: Der Zorn des Khan (Star Trek: The Wrath of Khan)
- 1984: Star Trek III: Auf der Suche nach Mr. Spock (Star Trek III: The Search for Spock)
- 1986: Star Trek IV: Zurück in die Gegenwart (Star Trek IV: The Voyage Home)
- 1987: Raumschiff Enterprise: Das nächste Jahrhundert (Star Trek: The Next Generation, Fernsehserie, Cameo-Auftritt in der 1. Folge)
- 1989: Star Trek V: Am Rande des Universums (Star Trek V: The Final Frontier)
- 1991: Star Trek VI: Das unentdeckte Land (Star Trek VI: The Undiscovered Country)
- 1998: Der tapfere kleine Toaster fliegt zum Mars (The Brave Little Toaster Goes to Mars, nur Stimme)

## Synchronsprecher
In der Rolle des Dr. McCoy in der Serie Raumschiff Enterprise, für die Kelley vor allem bekannt ist, lösten sich vier Synchronsprecher nacheinander ab:
- Manfred Schott war Kelleys Stammsprecher, bis Schott im Frühjahr 1982 bei einem Autounfall ums Leben kam. Dementsprechend sprach Schott Kelley in der ersten deutschen Synchronisation von Raumschiff Enterprise für das ZDF sowie in Star Trek: Der Film (1979), dem ersten Kinofilm der Reihe.
- Nach Schotts Tod 1982 wurde die Rolle bis 1984 vorübergehend in Star Trek II: Der Zorn des Khan (1982) und Star Trek III: Auf der Suche nach Mr. Spock (1984) von Christian Rode synchronisiert.
- Als Sat.1 ab 1986 die gesamte Serie (bis auf eine Folge) zum ersten Mal komplett im deutschen Fernsehen zeigte, lieh Randolf Kronberg Kelley in den Folgen, die nicht im ZDF gelaufen waren, seine Stimme, und war entsprechend auch in den Filmen Star Trek IV: Zurück in die Gegenwart (1986), Star Trek V: Am Rande des Universums (1989) und Star Trek VI: Das unentdeckte Land (1991) in der Rolle des Schiffsarztes zu hören.
- Für die DVD-Veröffentlichung 2004 wurde für die Nachsynchronisation fehlender oder verbesserungsbedürftiger Szenen die Rolle in den ZDF-Episoden von Joachim Pukaß übernommen, in den Folgen von Sat.1 wiederum von Randolf Kronberg.